# Carnegie Range
Die Carnegie Range ist ein 29 km langer Gebirgszug in der antarktischen Ross Dependency. Er ragt mit nordsüdlicher Ausrichtung zwischen dem Errant-Gletscher und der Holyoake Range im Westen sowie dem Algie-Gletscher und der Nash Range im Osten mit Höhen von bis zu 1400 m auf. Der Gebirgszug ist abgesehen von einigen Gipfeln und Bergkämmen im nördlichen Teil sowie dem Russell Bluff am südlichen Ende verschneit.
Das Advisory Committee on Antarctic Names benannte ihn 2003 nach dem US-amerikanischen Unternehmer und Philanthropen Andrew Carnegie (1825–1919).